# Grand Bourgtheroulde
Grand Bourgtheroulde é uma comuna francesa na região administrativa da Normandia, no departamento de Eure. Estende-se por uma área de 8.92 km². Em 2010 a comuna tinha 3 953 habitantes (densidade: 202,6 hab./km²).
Foi criada em 1 de janeiro de 2016, após a fusão das antigas comunas de Bosc-Bénard-Commin, Bourgtheroulde-Infreville e Thuit-Hébert.